# Preludi e notturni
Preludi e Notturni (The Sandman: Preludes & Nocturnes) è un volume pubblicato nel 1991 negli Stati Uniti d'America dalla DC Comics che raccoglie un ciclo di storie pubblicate originariamente nella serie a fumetti Sandman, scritta da Neil Gaiman e illustrata da vari disegnatori negli anni novanta; nonostante raccolga le prime storie della serie, venne pubblicato successivamente al secondo volume Casa di bambola.

## Storia editoriale
Fu scritto da Neil Gaiman, illustrato da Sam Kieth, Mike Dringenberg e Malcom Jones III, colorato da Robbie Busch e il lettering fu realizzato da Todd Klein. Comprende i primi otto numeri della serie dei quali i primi sette numeri costituiscono il ciclo di storie "More Than Rubies" mentre l'ottavo numero, "The Sound of Her Wings", è una storia auto-conclusiva che funge da epilogo. Fu pubblicato per la prima volta nel 1991 e successivamente con copertina rigida nel 1995.

## Trama
Nel 1916, il mago Roderick Burgess tentò di ottenere l'immortalità catturando l'impersonificazione della Morte. Erroneamente, catturò il fratello di Morte, Sogno. Temendo la ritorsione, Burgess tenne Sogno imprigionato. Nel 1988, dopo che Burgess morì e suo figlio Alex fu incaricato di sorvegliare Sogno, quest'ultimo fu in grado di liberarsi e fuggire. Sogno punì Alex condannandolo a sognare una serie infinita di incubi. Sogno (anche noto come Morpheus) si era indebolito a causa della sua cattura, e tentò di ritornare al suo regno. Fu trovato da Gregory, un gargoyle di proprietà di Caino e Abele. Una volta che lo ebbero rimesso in sesto, Sogno ritornò a casa e rimase scioccato dallo scoprire che era caduta in rovina: Lucien, il bibliotecario, aveva preso il posto di Sogno dal momento della sua incarcerazione. Sogno cominciò una ricerca per riprendere i suoi totem del potere (una borsa con della sabbia, un elmo e un rubino), che furono dispersi dopo la sua cattura. Dopo aver ritrovato la borsa dalla ex fidanzata di John Constantine, Sogno viaggiò in direzione dell'Inferno alla ricerca del suo elmo. Mentre si trovava all'Inferno incappò nella sua amante Nada (che conosceva Morpheus come "Lord Kai'ckul"), ma affermò che non l'aveva ancora perdonata e che quindi non poteva liberarla. Da lì fu guidato da Etrigan fino a Lucifero. Sogno spiegò che uno dei suoi demoni aveva il suo elmo, e che ritornò a lui dopo aver vinto una battaglia di ingegno. Lucifero fu molto irritato da questa situazione, e giurò così vendetta su Sogno.
Il rubino era in mano a John Dee, alias Dottor Destino. Dee evase dal Manicomio di Arkham prima di andare a cena, dove distorse la realtà per coloro che ancora erano dentro, utilizzandoli come giocattoli finché alla fine non si uccisero tutti a vicenda o non si suicidarono. Sogno giunse e tentò di riprendersi il suo rubino, ma fu sconfitto da Dee. Pensando che avrebbe ucciso Sogno, Dee ruppe il rubino, facendo ritornare inavvertitamente i poteri al suo avversario. Considerando Dee almeno parzialmente responsabile della sua vittoria, Sogno mostrò pietà e lo riportò ad Arkham. Riflettendo sulla sua recente incarcerazione, Sogno ebbe una visita da sua sorella Morte. Gli parlò della sua breve depressione e lo convinse ad esplorare il mondo e vedere cosa si era perso in sette decenni di prigione.

## Elenco delle storie
Tute le storie sono state scritte da Neil Gaiman.
| Numero | Titolo                     | Illustratore     | Inchiostratore                                                | Colorista    | Letterista | Ast Editor | Editor       |
| ------ | -------------------------- | ---------------- | ------------------------------------------------------------- | ------------ | ---------- | ---------- | ------------ |
| 1      | Sonno dei Giusti           | Sam Kieth        | Mike Dringenberg                                              | Robbie Busch | Todd Klein | Art Young  | Karen Berger |
| 2      | Ospiti Imperfetti          | Sam Kieth        | Mike Dringenberg                                              | Robbie Busch | Todd Klein | Art Young  | Karen Berger |
| 3      | Dream a Little Dream of Me | Sam Kieth        | Mike Dringenberg                                              | Robbie Busch | Todd Klein | Art Young  | Karen Berger |
| 4      | Una Speranza all'Inferno   | Sam Kieth        | Mike Dringenberg                                              | Robbie Busch | Todd Klein | Art Young  | Karen Berger |
| 5      | Passeggeri                 | Sam Kieth        | Malcolm Jones III                                             | Robbie Busch | Todd Klein | Art Young  | Karen Berger |
| 6      | 24 Ore                     | Mike Dringenberg | Malcolm Jones III w/ uno speciale ringraziamento a Don Carola | Robbie Busch | Todd Klein | Art Young  | Karen Berger |
| 7      | Suono e Furia              | Mike Dringenberg | Malcolm Jones III                                             | Robbie Busch | Todd Klein | Art Young  | Karen Berger |
| 8      | The Sound of Her Wings     | Mike Dringenberg | Malcolm Jones III                                             | Robbie Busch | Todd Klein | Art Young  | Karen Berger |